# Perjámos-kultúra
A Perjámos-kultúra (vagy Maros-kultúra) egy középső bronzkori (kb. Kr. e. 2000 - Kr. e. 1500) régészeti kultúra volt a Tiszántúl déli részén, a mai Magyarország, Románia és Szerbia területén. Nevét Perjámos (Periam) településről kapta.

## Kialakulása, elterjedése
A kultúra a korai bronzkor második felében, Kr. e. 2000 körül a korábbi nagyrévi kultúra déli területein alakult ki. Északon Mártély és Hódmezővásárhely környékéig, délen az Aranka folyóig terjedt. Nyugati határát a Tisza vonala jelölte ki, keleten pedig kb. a mai Arad környékéig terjedt. Egyes vélemények szerint a kultúra népessége a Morva-völgyéből költözött erre a területre, magába olvasztva az itt élő Pitvaros-csoport népességét.

## Gazdaság és társadalom
A Perjámos-kultúra népe a többi középső bronzkori tell-kultúrához hasonlóan tell-gazdálkodást folytatott, mely a folyók mentén intenzív földműveléssel és állattartással járt. Gabonát (búza, árpa, zab, rozs), zöldségeket (bab, lencse, borsó, uborka), gyümölcsöket (alma), takarmányokat (zab, here) termesztettek, bodzát, somot, szedret gyűjtöttek. Szarvasmarhát, sertést, juhot és kecskét tartottak. Lovaikat csontból vagy agancsból faragott zablapálcákkal és szíjelosztó korongokkal szerelték fel. A hálónehezékek, agancshorgok szigonyok tanúsága alapján életükben fontos szerepet játszott a halászat is .
Bronzot a fémműves központokon kívül a nagyobb telleken is öntöttek, amit a tégelyek, öntőminták, fújtatók és az öntési salak jeleznek. A kemencéket és tűzhelyeket sütés és főzés mellett edények kiégetésére és bronzöntésre is használták. A szövőszék-nehezékek és az orsógombok a fonás és szövés ismeretére utalnak.
A Perjámos-kultúra társadalma jelentős rétegzettségére a temetőkből előkerült gazdag bronz eszköz- és ékszerleletek, aranyékszerek tanúskodnak.

## Települések
Településeiket a mocsaras környezetből kiemelkedő kisebb halmokon hozták létre. Ezek között találunk rövid ideig lakott egyrétegűeket és vastag rétegsorral rendelkező, hosszabb ideig lakott telleket is.
Az egyrétegű telepek kialakulásának az lehetett az oka, hogy a falvak helyüket folyamatosan változtatták. Szőregnél a kiemelkedő területen belül mozgott a falu, míg Tiszasziget-Ószentiván esetben a lakó- és temetkezőhelyet váltogatták. A vízmentes magaslatok között vagy nagyobb magaslatokon belüli vándorlást a terület termőföldjeinek gyors kimerülése tette szükségessé.
Máshol többrétegű tell-települések alakultak ki (Kiszombor, Klárafalva, Szemlak, Pécska, Perjámos). Az itteni lakosság talán a Maros víziútjának ellenőrzése miatt nem keresett újabb lakóhelyeket magának. Az Erdélyből érkező só- és ércleletek kereskedelmének irányítása nyújtott annyi hasznot a lakosságnak, hogy nem szorultak olyan mértékben a vízmentes, kis alapterületű magaslatok termőföldjeire, mint a folyótól távolabb élő falvak lakói. Elképzelhető, hogy ezek a települések az alföld és a hegyvidék közötti kereskedelem központjaivá is váltak.
Pécska és Perjámos a kultúra korai szakaszának telepei, a későbbi szakaszra a településterület csökkenése volt jellemző, ez talán egy délről előrenyomuló fejlettebb népesség (a vattinai kultúra népe) miatt alakult így. A kultúra legfontosabb központja, fegyver- és ékszergyártó műhelye Pécska volt. 
Klárafalva-Hajdova 3,5 méter vastag telepén vesszőből font, sárral tapasztott falú házak nyomai kerültek elő, melyek padlózatát többször is megújították. Bizonyos nyomok csapolt fagerendák használatára is utalnak. A radiokarbon adatok alapján a település Kr. e. 2000-1700 közötti időszakra datálható, virágkorát a középső bronzkor utolsó szakasza, a koszideri időszak alatt élte.

## Temetkezés
A kultúra csontvázas temetkezés folytatott. A nagy sírszámú temetőkben (Deszk-A, Deszk-F, Mokrin, Szőreg, Tiszasziget-Ószentiván) a halottakat zsugorított helyzetben oldalukra fektetve, étel- és italmellékletekkel földelték el. A férfiak feje északra néz, a bal oldalukon-, míg a nők fejjel dél felé, a jobb oldalukon fekszenek, így mindkét nem képviselőinek arca kelet felé tekint. A fektetés módja épp ellentétes az egykorú Füzesabony-kultúra temetkezési szokásaival, ám a kelet felé tekintés a két kultúrában közös. A halottak ruházata társadalmi szerepükre utalt, ezt a sírokban talált kiegészítők (fejdísz, nyaklánc, öv, karékszer, ruhakapcsoló tű), valamint használati tárgyak és fegyverek jelzik. Esetenként, leginkább gyereksírokban előfordul az égei-anatóliai eredetű pythos-temetkezés is, amely során a halottat egy edénybe helyezték.

## Leletei
Kerámialeletei közül legfontosabbak a kétfülű agyagkorsók.
A Szőregen talált 13,5 cm magas korsó szája rombusz alakú, 
alját árkolás borítja. A Perjámos-kultúra bronzleletei (nyakperecek, huzallal körültekercselt fejű t-k, huzalgyűrűk, gombok, szemüveg alakú huzalcsüngők, pánsíp alakú lemezcsüngők) az Észak-Balkánról átvett mintákat követnek. A vezető réteg gazdagságára a temetőkből előkerült bronzfokosok, tőrök, balták, arany- és bronz ékszerek utalnak.

## Telepei

### Telltelepek
- Kiszombor Új Élet Termelőszövetkezet
- Klárafalva-Hajdova
- Pécska (Pecica, Románia)
- Pécska-Nagysánc (Pecica, Románia)
- Perjámos-Sánchalom (Periam, Románia)
- Szemlak (Semlac, Románia)

### Egyrétegű telepek
- Battonya-Basarága-Laposéri csatorna
- Bocsár (Бочар / Bočar, Szerbia) 3 telep
- Hódmezővásárhely-Batida
- Hódmezővásárhely-Gorzsa-Czukor-major
- Hódmezővásárhely-Kökénydomb
- Hódmezővásárhely-Sol-Palé, -Szakálhát, -Térehát
- Homokrév Mokrin (Мокрин / Mokrin, Szerbia)
- Nagyszentmiklós (Sânnicolau Mare, Románia)
- Németszentpéter (Sânpetru German, Románia)
- Ószentiván-Nagyhalom
- Perjámos-Tizedszérű (Periam, Románia)
- Pitvaros-Feketehalom
- Pusztakeresztúr (Cherestur, Románia)
- Rábé (Рабе / Rabe, Szerbia) 2 lelőhely
- Sajtény (Șeitin, Románia)
- Szaján-Győrmező (Сајан / Sajan, Szerbia)
- Szanád (Санад / Sanad, Szerbia)
- Szemlak (Semlac, Románia)
- Tiszaszentmiklós (Остојићево / Ostojićevo, Szerbia)
- Törökkanizsa (Нови Кнежевац / Novi Kneževac, Szerbia) 2 lelőhely

## Megszűnése
A dél felől előrenyomuló fejlettebb vattinai kultúra népe miatt a Perjámos-kultúra területe csökkent, majd két részre szakadt. A helyi mocsarakba a szöregi csoport húzódott vissza, míg a gerjeni csoport a Tiszán átkelve a nagyrévi kultúra még ott élő elemeit olvasztotta magába. A Gyulavarsánd-kultúra vezető rétege is az északra húzódott perjámosi elemekből állhatott.
A kultúra megszűnését a halomsíros nép támadása okozhatta. A temetkezési szokások továbbélése arra utal, hogy a népesség nagy része túlélte a hódítást, a koszideri időszak itteni (pl. Klárafalva, Pécska) temetőiben a korai halomsíros leletek mellett ismert a perjámosi edényformák megléte is. .